# Emil Uzelac
Milan Emil Uzelac (magyarosan: Uzelac Emil, Osztrák–Magyar Monarchia, Komárom, 1867. augusztus 26. - Jugoszlávia, Petrinja, 1954. január 7.) magyarországi születésű, horvát származású osztrák-magyar katonatiszt.

## Élete
Uzelac 1867-ben született Komáromban. Apja horvátországi kisbirtokos volt és Emil az ifjúkorát Károlyvárosban töltötte. Ifjúkorában a Technische Militärakademie (Tüzérségi és Mérnöki Akadémia) tanulója volt. Tényleges katonai szolgálatát az bécsi katonai akadémia elvégzését követően kezdte meg, a 2. mérnökezredben. Ez 1888. augusztus 18-án történt, még mielőtt Uzelac betölthette volna huszonegyedik életévét. Később Pólában és Triesztben szolgált és tanulmányokat folytatott a tengerészeti akadémia tagjaként. A magas szintű képzéseinek köszönhetően az egyik legjobban képzett tisztje lett az osztrák-magyar hadseregnek. 
1912 áprilisában őt nevezték ki a formálódó osztrák-magyar légierő parancsnokává. Az első világháború végén viselt rendfokozata vezérőrnagy volt. 
Később a jugoszláv, majd a horvát légierő egyik legfőbb parancsnoka és instruktora volt. A történelmi változásoknak köszönhetően három ország légierőjének vezető parancsnoka lehetett. 1954-ben Petrinjában hunyt el, 87 éves korában.